# Mount Union (Pennsilvània)
Mount Union és una població dels Estats Units a l'estat de Pennsilvània. Segons el cens del 2000 tenia 2.504 habitants.

## Demografia
Segons el cens del 2000, Mount Union tenia 2.504 habitants, 1.166 habitatges, i 684 famílies. La densitat de població era de 855,6 habitants/km².
Dels 1.166 habitatges en un 29,3% hi vivien nens de menys de 18 anys, en un 37,3% hi vivien parelles casades, en un 18,1% dones solteres, i en un 41,3% no eren unitats familiars. En el 37,7% dels habitatges hi vivien persones soles el 18,5% de les quals corresponia a persones de 65 anys o més que vivien soles. El nombre mitjà de persones vivint en cada habitatge era de 2,15 i el nombre mitjà de persones que vivien en cada família era de 2,83.
Per edats la població es repartia de la següent manera: un 25,6% tenia menys de 18 anys, un 8% entre 18 i 24, un 24,6% entre 25 i 44, un 23,2% de 45 a 60 i un 18,5% 65 anys o més.
L'edat mediana era de 38 anys. Per cada 100 dones de 18 o més anys hi havia 75,7 homes.
La renda mediana per habitatge era de 21.048 $ i la renda mediana per família de 30.582 $. Els homes tenien una renda mediana de 28.464 $ mentre que les dones 21.719 $. La renda per capita de la població era de 13.419 $. Entorn del 25,5% de les famílies i el 28,6% de la població estaven per davall del llindar de pobresa.

## Poblacions més properes
El següent diagrama mostra les poblacions més properes.